# Coro della Julia
Il Coro della Brigata Alpina "Julia" si è formato nell'agosto del 1979 in occasione del 1º concorso Cori Alpini alle armi.

## Storia
Il coro fu l'erede delle tradizioni dei cori militari che spontaneamente nacquero nei reggimenti alpini, nelle trincee della prima guerra mondiale, nella gelida steppa russa o nei bivacchi di montagna.
Pur non essendo previsto nell'organico delle Truppe Alpine, la formazione si costituì per l'esigenza di disporre di un complesso vocale "ambasciatore" della tradizione alpina presso la popolazione.
I componenti del coro furono tutti militari volontari non ad incarico esclusivo, concorrendo quindi anche ai normali servizi di caserma e partecipando alle attività addestrative.
Il repertorio del coro si componeva prevalentemente da canti descrittivi della vita militare, da canti di montagna e di ispirazione popolare e di armonizzazioni tratte dal repertorio del coro della SAT.
Il coro inizialmente si esibiva soprattutto in Friuli e in Veneto, fu in seguito richiesto ed apprezzato anche in ambito nazionale ed internazionale.
A causa della trasformazione della leva obbligatoria in volontaria, il coro assottigliò progressivamente le proprie sezioni. Nel maggio del 2005 il Coro svolse il suo ultimo concerto ufficiale. L'esibizione si tenne presso la caserma "Goi Pantanali" di Gemona (UD), il 7 maggio 2005, in occasione della messa in memoria delle vittime del terremoto del Friuli (6 maggio 1976). Il successivo congedo di alcuni elementi e dello stesso maestro (anch'egli di leva) determinarono la sospensione delle attività concertistiche, sino ad arrivare, nel novembre 2005, alla chiusura definitiva con il congedo degli ultimi elementi.
La voce del Coro della Julia non è comunque spenta: molti dei quasi mille componenti che progressivamente si congedavano hanno manifestato il desiderio di dare continuità a questa esperienza, con motivazioni ed obiettivi spesso distanti, che andavano dal semplice spirito goliardico alla voglia di fare coro con i propri commilitoni, dalla volontà di mantenere viva la tradizione di montagna al sostegno dei valori alpini e alle azioni per ricordare le gesta dei caduti. Si sono quindi spontaneamente riuniti in numerosi gruppi di congedati, che raccolgono volontari spesso molto distanti fra loro, per tornare ad esibirsi in pubblico con nomi come, ad esempio, il  "Coro Voci della Julia" o l'"Associazione Coro della Brigata Alpina Julia Congedati".
Nel 2006, per non disperdere il patrimonio di tradizioni legate al canto alpino, viene istituito il coro dell'8º Reggimento Alpino, che raccoglie l'eredità del disciolto coro della Julia. Attualmente è l'unico coro militare in vita.